# Eroda
Eroda, o Eronda (in greco antico: Ἡρώδας? o Ἡρώνδας, Herondas) (Alessandria d'Egitto o Coo, III secolo a.C. – Coo, inizio II secolo a.C.), è stato un poeta greco antico.

## Biografia
Sulla vita di Eroda abbiamo ben poche notizie, a partire dal nome attestato nelle tre forme di Eroda (Ἡρώδας), Erode (Ἡρώδης) ed Eronda (Ἡρώνδας).
Probabilmente nacque ad Alessandria e fu attivo soprattutto nell'isola di Kos (dove è ambientato il secondo mimiambo - riferimento al tribunale della città isolana -, forse anche il primo e molto probabilmente il quarto), avendo contatti con la Ionia e particolarmente con Efeso. Pare quasi certo che entrò nell'ambiente alessandrino dei due Tolomei, il Filadelfo e l'Evergete.

## Mimiambi
Di Eroda ci sono giunti otto componimenti in parte lacunosi, più un nono del tutto frammentario, tornati alla luce nell'Ottocento grazie a ritrovamenti papiracei. Infatti, nel 1891, il filologo inglese Frederic George Kenyon pubblicò un papiro del British Museum di Londra, che conteneva 7 mimi e frammenti di un ottavo mimo. Kenyon li attribuì ad Eroda sulla scorta della tradizione indiretta, vale a dire delle citazioni, attribuite esplicitamente a Eroda, che si trovano nei testi di autori posteriori a lui e che combaciano con i testi contenuti nel papiro.
I componimenti di Eroda sono definiti "mimiambi" (μιμίαμβοι) cioè mimi composti in metro giambico nella forma di scazonti o coliambi.
Nel I, La mezzana, ovvero, la tentatrice (Προκυκλὶς ἢ μαστροπός), un'anziana mezzana vuole costringere invano una giovane donna a tradire il compagno, che è in viaggio, con un giovane ragazzo.
Il Mimiambo II, Il lenone (Πορνοβοσκός), è l'arringa difensiva di un lenone che afferma di esser stato aggredito assieme alle sue dipendenti da un cliente, mentre il III, Il maestro di scuola (Διδάσκαλος), è la discussione tra la madre di un allievo indisciplinato e svogliato e il maestro, i quali si lamentano della pigrizia e delle malefatte dello studente; questi viene bastonato, ma non appena liberato sbeffeggia il maestro.
Il IV mimiambo, ossia Le donne che sacrificano ad Asclepio (Ἀσκληπιῷ ἀνατιθεῖσαι καὶ θυσιάζουσαι), è la rappresentazione di due donne che si recano al tempio di Asclepio e ammirano estasiate le statue e le suppellettili del luogo sacro; è evidente che il modello siano Le siracusane di Teocrito.
Più scabrosi i due mimiambi successivi: nel V, La gelosa (Ζηλότυπος), una donna pensa di venire tradita dallo schiavo con cui si sollazza e lo vuole far torturare, ma alla fine viene placata da una giovane schiava, mentre nel VI, Le amiche a colloquio, ovvero, le donne impegnate in una conversazione privata (Φιλιάζουσαι ἢ ἰδιάζουσαι), è un discorso tra due donne che elogiano le qualità di un "oggetto di piacere" fabbricato con maestria da un calzolaio, che ritorna ne Il calzolaio (Σκυτεύς) con il nome di Cerdone, dove illustra le proprie merci ad alcuni clienti e premia la ragazza Metrò con un paio di calzature per avergli procurato due donne con cui fare affari.
Infine, il mimiambo VIII, Il sogno (Ἐνύπνιον), è il mimiambo più importante perché rappresenta l'investitura poetica di Eroda. Al risveglio da un sogno, Eroda chiama i suoi schiavi, a cui narra il suo sogno: dopo aver ucciso una capra, partecipa a una gara durante un rituale di Dioniso, ma viene duramente rimproverato da un vecchio arrabbiato. Questo sogno che il poeta interpreta si riferisce alla critica che la sua poesia riceverà e alla quale seguirà il suo trionfo, in diretta connessione con Ipponatte (v. 78), ed è abbastanza ovvio che il vecchio con cui contende il premio è il suo modello. D'altra parte, la capra che rappresenta la sua poesia è un dono di Dioniso (v. 68); la scelta di quella divinità può davvero essere spiegata solo con il suo ruolo di patrono della poesia drammatica.
Del nono componimento, Le donne a colazione, pubblicato successivamente, ci resta davvero poco.

## Il mondo poetico e concettuale di Eroda
Per quanto riguarda i mimiambi di Eroda, bisogna sfatare il comune mito di una produzione scurrile e poco curata, giudizio dovuto ad una lettura superficiale dell'opera del poeta alessandrino. In realtà l'attività poetica di Eroda è caratterizzata da una dottrina paragonabile a quella degli altri due autori ellenistici di riferimento, Callimaco e Teocrito, a cui egli si rifà continuamente come nel quarto mimambo, che si ispira direttamente al mimo teocriteo de Le Siracusane.
Il linguaggio utilizzato da Eroda, pur rappresentando in alcuni casi, come nel mimiambo sesto, una tematica facilmente soggetta allo scadimento nel volgare e nella risata sguaiata, mantiene sempre una raffinatezza ricercata che impedisce di soffermarsi su particolari scabrosi che ogni giambografo avrebbe sicuramente trattato. Come si può capire dal mimiambo riguardante il sogno di Eroda, egli si ispira sia metricamente che linguisticamente ai modelli di Ipponatte, autore di Efeso e inventore del trimetro giambico scazonte. Eroda quindi adotta un linguaggio vario, di registro sempre adeguato al tema trattato e mai troppo scurrile, come invece a lungo creduto. La sua lingua rappresenta una unione di base ionica con apporti dell'attico ipponatteo, da cui attinge anche il gusto per l'hapax legomenon, il significato ricercato e raro del termine, la metafora e le figure di parola, come nel tipico stile della poesia ellenistico-alessandrina.

### Edizioni critiche
- Herodas. Facsimile of the papyrus 135 in the British Museum, <London, Printed by order of the Trustees, 1892>.
- Herondae mimiambi [...], quartum edidit Otto Crusius, Lipsiae, in aedibus B. G. Teubner, 1908 («Bibliotheca Teubneriana»).
- Hérondas, Mimes, texte établi par J. Arbuthnot Nairn et traduit par Louis Laloy, Paris, Les belles lettres, 1928; 2a. ed. 1960 («Collection des Universités de France» G 46).
- Eroda, I Mimiambi, testo critico e commento per cura di Nicola Terzaghi, Torino, Chiantore, 1948.
- Herodae mimiambi, introduzione, testo critico, commento e indici a cura di Giulio Puccioni, Firenze, La nuova Italia, 1950 («Biblioteca di studi superiori. Filologia greca» 10).
- Eroda, I mimiambi, edizione critica e traduzione a cura di Quintino Cataudella, Milano, Nuovo istituto editoriale italiano, 1982.
- Herodae mimiambi, cum appendice fragmentorum mimorum papyraceorum, edidit Ian C. Cunningham, Leipzig, B.G. Teubner, 1987 («Bibliotheca Teubneriana»).
- Eronda, Mimiambi, a cura di Lamberto Di Gregorio, v. 1: 1-4, Milano, Vita e Pensiero, 1997 («Biblioteca di Aevuum Antiquum» 9).
- Eronda, Mimiambi, a cura di Lamberto Di Gregorio, v. 2: 5-13, Milano, Vita e Pensiero, 2004 («Biblioteca di Aevuum Antiquum» 16).
- Herodas, Mimiambi, cum appendice fragmentorum mimorum papyraceorum, edidit I. C. Cunningham, Monachii et Lipsiae, in aedibus K. G. Saur, 2004 («Bibliotheca Teubneriana»).

### Traduzioni italiane e saggi
- I mimi di Eroda, a cura di Giovanni Setti, Modena, E. Sarasino, 1893 (prima traduzione italiana).
- E. Merone, I diminutivi in Eroda, Napoli, Istituto della stampa, 1953.
- D. Bo, La lingua di Eroda, Torino, Accademia delle Scienze, 1962.
- Eronda, Mimiambi. Commediole dal III sec. a.C., a cura di Silvana Grasso, Palermo, S. F. Flaccovio, 1989 («Parco centrale» 4).
- Mimiambi, a cura di Valentina Barbieri, Milano, La vita felice, 2016.